# Kavisuryanagar
Kavisuryanagar é uma cidade no distrito de Ganjam, no estado indiano de Orissa.

## Demografia
Segundo o censo de 2001, Kavisuryanagar tinha uma população de 16,092 habitantes. Os indivíduos do sexo masculino constituem 52% da população e os do sexo feminino 48%. Kavisuryanagar tem uma taxa de literacia de 62%, superior à média nacional de 59.5%: a literacia no sexo masculino é de 72% e no sexo feminino é de 53%. Em Kavisuryanagar, 13% da população está abaixo dos 6 anos de idade.